# Lamprophis fiskii
Lamprophis fiskii – gatunek węża z rodziny Lamprophiidae.
Osobniki tego gatunku osiągają rozmiary od 25 do 35 centymetrów. Ciało w kolorze cytrynowożółtym z ciemnobrązowymi plamami.
Węże te występują endemicznie na terenie Karru oraz Namaqualandu w Republice Południowej Afryki.